# Water Valley (Mississippi)
Pour les articles homonymes, voir Water Valley.
La ville de Water Valley est le siège du comté de Yalobusha, situé dans l'État du Mississippi, aux États-Unis.

## Démographie
| Groupe      | Water Valley | Mississippi | États-Unis |
| ----------- | ------------ | ----------- | ---------- |
| Blancs      | 56,4         | 59,1        | 72,4       |
| Noirs       | 42,3         | 37,0        | 12,6       |
| Métis       | 0,8          | 1,2         | 2,9        |
| Autres      | 0,4          | 1,3         | 6,4        |
| Asiatiques  | 0,1          | 0,9         | 4,8        |
| Amérindiens | 0,1          | 0,5         | 0,9        |
| Total       | 100          | 100         | 100        |
|             |              |             |            |
| Hispaniques | 1,1          | 2,8         | 16,7       |

Selon l'American Community Survey, pour la période 2011-2015, 99,68 % de la population âgée de plus de 5 ans déclare parler l'anglais à la maison et 0,32 % déclare parler l'espagnol.